# Мерзляков, Никита Анатольевич
Никита Анатольевич Мерзляков (19 июня 1989, Ижевск) — российский биатлонист, чемпион и призёр чемпионата России. Мастер спорта России (2010).

## Биография
Воспитанник ижевского биатлона, занимался с 2003 года, первый тренер — В. М. Фирулев. Позднее занимался в ССШОР г. Ижевска у А. В. Зайцева. С 2010 года представлял Тюменскую область и ЦСП г. Тюмени, тренер — В. А. Чурин.
Победитель первенства России среди молодежи 2010 года в гонке патрулей.
В 2011 году в составе сборной Тюменской области стал серебряным призёром чемпионата России в гонке патрулей. В 2012 году — чемпион России в гонке патрулей и серебряный призёр в командной гонке.
Завершил спортивную карьеру в середине 2010-х годов. По состоянию на 2015 год — директор фирмы «Экипцентр» (г. Ижевск).